# Mirna Peč község
Mirna Peč község (szlovén nyelven: Občina Mirna Peč) Szlovénia 212 alapfokú közigazgatási egységének, azaz községének egyike a Délkelet-Szlovénia statisztikai régióban. A történelmi Alsó-Krajna régió része. Az 1998-ban alapított község székhelye Mirna Peč település, becsült lakossága 3000 fő. A község a Dinári-hegység, a Pannon-medence és az Alpok találkozásánál fekszik. 

## A község települései
A községhez Trebnje székhelyen kívül a következő települések tartoznak:
- Biška Vas
- Čemše
- Dolenja Vas pri Mirni Peči
- Dolenji Globodol
- Dolenji Podboršt
- Globočdol
- Golobinjek
- Gorenji Globodol
- Gorenji Podboršt
- Goriška Vas
- Grč Vrh
- Hmeljčič
- Hrastje pri Mirni Peči
- Jablan
- Jelše
- Jordankal
- Malenska Vas
- Mali Kal
- Mali Vrh
- Orkljevec
- Poljane pri Mirni Peči
- Selo pri Zagorici
- Šentjurij na Dolenjskem
- Srednji Globodol
- Veliki Kal
- Vrhovo pri Mirni Peči
- Vrhpeč

## Népesség
| Lakosok száma | 2777 | 2773 | 2815 | 2844 | 2860 | 2897 | 2932 | 2956 | 2987 | 3018 |
|               | 2008 | 2009 | 2011 | 2012 | 2013 | 2015 | 2016 | 2017 | 2019 | 2020 |